# Hex-a-Hop
Hex-a-Hop — логічна відеогра. Використовує програмні компоненти: C, SDL.

## Ігровий процес
У грі декілька рівнів з різними за формою мозаїчними полями. Поля складаються з безлічі різних за кольором та властивостями шестикутників. Гравець переміщує маленького чоловічка, який може перебувати одночасно лише на одному шестикутнику. Роблячи крок, гравець переміщається на сусідній шестикутник. Після того як гравець сходить з зеленого шестикутника той зникає з поля. Завдання полягає в тому, щоб прибрати усі шестикутники зеленого кольору, тобто необхідно знайти правильний шлях для обходу усіх таких фігур і завершити шлях на фігурі іншого кольору.